# Haplohymenium flagelliforme
Haplohymenium flagelliforme là một loài Rêu trong họ Thuidiaceae. Loài này được L.I. Savicz mô tả khoa học đầu tiên năm 1922.